# Henrietta, New York
Henrietta är en stad i Monroe County i delstaten New York, USA.